# Bulb copulador

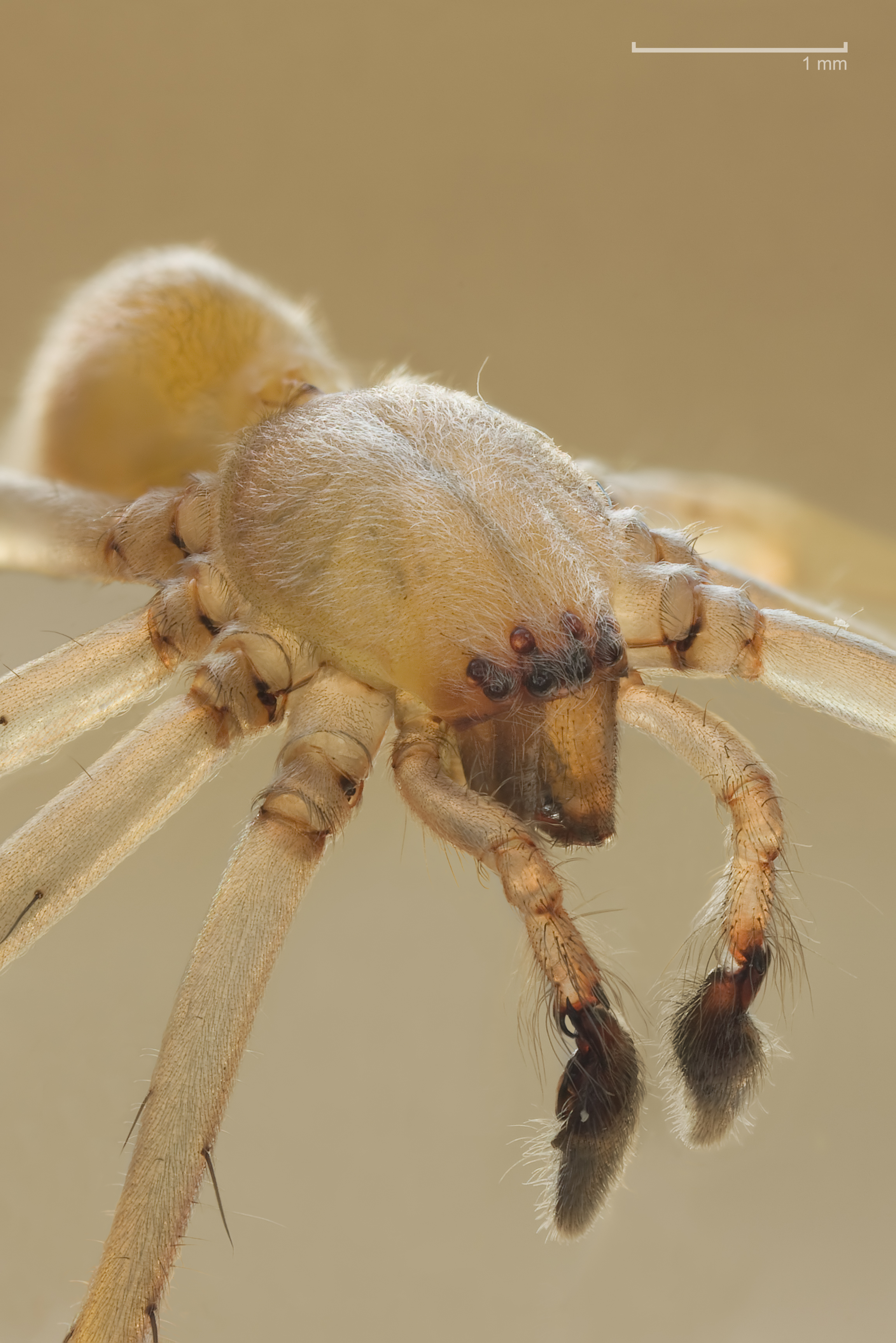
Viril Cheiracanthium mildei mostrant els grans bulbs copuladors negres a l'extremitat dels pedipalps.

Els dos bulbs copuladors o òrgans reproductors són els òrgans copuladors de l'aranya mascle. Estan situats en l'últim segment dels pedipalps (les «potes de davant» de l'aranya), donant a l'aranya mascle una aparença de boxador proveït dels seus guants. El bulb copulador no produeix semen; només s'utilitza per al traspàs de semen cap a la femella.
Aquests bulbs només estan totalment desenvolupats en el mascle adult i no són completament visibles fins després de la darrera muda. En la majoria de les espècies d'aranyes, els bulbs tenen formes complexes i són molt útils per a la identificació. La particularitat més destacada dels bulbs és la presència del tub seminífer o receptaculum seminis.

## Aspecte extern
El bulb copulador de l'aranya adulta està situat en l'últim segment del pedipalp. Aquest segment generalment té pèls sensibles al tacte (serae) connectats al sistema nerviós. El bulb està desproveït de nervis i, per tant, de músculs i d'òrgans sensorials.
Els bulbs copuladors no apareixen completament desenvolupats fins que les aranyes mascles són adultes. Es desenvolupen sobre l'últim segment del palp (el tars) i no són completament visibles fins després de la darrera muda. En certes espècies, amb l'excepció del bulb copulador, el tars és relativament idèntic. En la majoria de les espècies, tanmateix, el tars canvia de forma i constitueix una estructura buida que envolta i protegeix el bulb. Pren llavors el nom de "cymbium". L'estructura del bulb palpal varia molt. La majoria de les espècies tenen un bulb constituït de tres peces dures (esclerites), separades de la resta del palp, i un altre per tres sacs elàstics anomenats «haematodochae» (també escrit «hematodochae»). Normalment, els haematodochae són aplanats i més o menys ocults entre els grups dels esclerites, però poden ser engruixits per l'hemolimfa que és aspirada a l'interior, fet que fa possible que els esclerites es moguin i se separin.
En certs grups (Segestrioides), el bulb queda reduït a una simple estructura en forma de pera. En canvi, els membres de la família de les Entelegynae han desenvolupat palps extremadament elaborats amb formes múltiples i complexes d'esclerites.